# Легаспи (город)
Легаспи (исп. Legazpi, таг. Lungsod ng Legazpi) — город на Филиппинах, административный центр провинции Албай.
Легаспи назван в честь испанского конкистадора и завоевателя Филиппинских островов Мигеля Лопеса де Легаспи, родом из испанского города Легаспиа в испанской провинции Гипускоа.

## Географическое положение
Легаспи лежит на юго-востоке острова Лусон в бухте Албай, в центральной части полуострова Бикол. В 15 км от города находится действующий вулкан Майон (2450 м).
Средняя годовая температура — 27 °C, среднегодовой уровень осадков. В Легаспи круглый год жарко и влажно, кроме того, город часто навещают тайфуны.

## Экономика и промышленность
Легаспи — самый крупный город и важный промышленный центр региона Бикол, имеет статус особой экономической зоны.
Это конечная южная станция Национальных железных дорог Филиппин. Город имеет аэропорт и порт.
Между Легаспи и Манилой действует автобусное сообщение.

## Культура и образование
Легаспи — центр епархии Легаспи.
В городе три университета. Самый известный — Государственный университет Биколь, один из лучших университетов страны.

## Города-побратимы
- Баколод, Филиппины
- Бутуан, Филиппины
- Тёси, Япония

## Туризм
Самый известный туристический аттракцион — действующий вулкан Майон. С момента основания города он извергался более 40 раз. Желающие могут совершить восхождение на его вершину. На склонах Майона раскинулся одноимённый природный парк. У подножия вулкана — церковь Кагсава, разрушенная после извержения 1814 года. Город окружают пляжи из чёрного вулканического песка.
В деревне Донсол, расположенной на западном берегу полуострова Бикол, можно поплавать с китовыми акулами.
Ежегодно в конце октября в Легаспи проходит красочный фестиваль Ибалонг, один из самых известных нерелигиозных праздников региона Бикол.